# Вота (Северна Каролина)
Вота (енгл. Watha) град је у америчкој савезној држави Северна Каролина.

## Демографија
По попису из 2010. године број становника је 190, што је 39 (25,8%) становника више него 2000. године.
| Група             | 2000.       | 2010.       |
| Белци             | 136 (90,1%) | 158 (83,2%) |
| Афроамериканци    | 13 (8,6%)   | 15 (7,9%)   |
| Азијати           | 0 (0,0%)    | 0 (0,0%)    |
| Хиспаноамериканци | 1 (0,7%)    | 14 (7,4%)   |
| Укупно            | 151         | 190         |